# Radosław Spasow
Radosław Nikołow Spasow (bułg. Радослав Николов Спасов, ur. 14 czerwca 1943 w Ostrowie, zm. 20 października 2024) – bułgarski reżyser, scenarzysta i operator filmowy.

## Życiorys
W 1971 ukończył studia z zakresu operatorstwa filmowego w moskiewskim WGIK. Był autorem zdjęć do 20 filmów fabularnych. Współpracował z czołówką bułgarskich reżyserów filmowych (Iwan Andonow, Rangeł Wyłczanow, Georgi Djułgerow). W 1993 zadebiutował jako reżyser i scenarzysta filmem Dzień przebaczenia. Bardziej doceniony został jego kolejny film Skradzione oczy, za który otrzymał nagrodę publiczności na Międzynarodowym Festiwalu Filmowym Palić w Serbii (2005).
30 maja 2011 Spasow został ciężko ranny w wypadku samochodowym, w którym zginęła jego żona Margarita Radewa. Samochód Peugeot 405, którym kierował Spasow, zderzył się z rumuńską ciężarówką k. wsi Cenowo, na drodze z Ruse do Wielkiego Tyrnowa.

## Filmografia

### Operator filmowy
- 1971: Izpit
- 1972: 10 dni neplateni
- 1975: Wilna zona
- 1977: Awantaż
- 1980: Wazdusznijat czowiek
- 1981: Mera spored mera
- 1983: Posledni żełanija
- 1986: Za kude putuwate
- 1990: Lagerat
- 2005: Panna Zee (Leidi Zi)
- 2006: Małpy w zimie (Majmuni prez zimata)
- 2009: Atletu

### Reżyser
- 1993: Dzień przebaczenia
- 2005: Skradzione oczy